# Sir Reg
SIR REG är ett svenskt band grundat i Köping, Sverige 2009 som spelar keltisk punk rock och leds av den irländska sångaren och gitarristen Brendan Sheehy. De har skivkontrakt med Despotz Records.

## Historia
SIR REG grundades 2009 av medlemmar från bandet The Barcrawlers och består av sångaren Brendan Sheehy och sex svenska musiker, Karin Ullvin, Chris Inoue, Johan Sand, Anders Sevebo, Filip Burgman och Simon Kullberg som alla kommer från olika musikaliska bakgrunder, både klassiskt, jazz, rock och punk. De har släppt sex album, som alla har fått bra recensioner.

## Karriär
SIR REG turnerar konstant och har spelat på många ställen i hela världen. Under 2019 är bandet bland annat bokat till Sweden rock och Paaspop (Nederländerna).
De har också delat scen med The Misfits, Danko Jones, Thin Lizzy, Fiddlers Green, The Real McKenzies, Talco, HEAT, The Exploited, The Mahones, KSMB och The Meteors.
Deras första album, ”SIR REG”, röstades fram som "Best Celtic rock and punk album of 2010" av läsarna hos Celticfolkpunk och även av lyssnarna på internetradiostationen Paddy Rock Radio.
Celticfolkpunk har också röstat fram SIR REG till "Best Celtic band of 2010". Andra albumet “A Sign Of The Times” fick bra omdömen runt om i världen och gjorde så att SIR REG fick ta emot pris för "Best Celtic Rock & Punk Album of 2011" från Paddy Rock Radio, för andra året de varit nominerade.
De första två singlarna från deras senaste album “21st Century Loser”, “'Til The Dead Come Alive” och “Emigrate” spelas på radiostationer över hela världen. På Sveriges största radiostation för rock hamnade SIR REG - Emigrate på deras Most Wanted lista (fem mest spelade låtarna) många gånger varav första plats två gånger hittills.
Little Steven från Bruce Springsteens E Street Band är ett fan av SIR REG och tycker om att spela deras musik i sitt eget radioprogram, som sänds på Sirius XM. Han har kallat en av deras låtar, Bolloxology, "veckans coolaste låt" och den nominerades till "årets coolaste låt" 2012.
Paddy Rock Radio och deras lyssnare röstade fram deras album "21st Century Loser" på första plats av 25 band/album från hela världen, i kategorin "Best Of Celtic Rock & Punk 2013".
År 2014 mottog SIR REG nomineringar inom två kategorier i 'Bandit Rock Awards'.
- Bästa Svenska Genombrott
- Bästa Svenska Album

Under 2016 släppte SIR REG en platta, Modern Day Disgrace, ett antal musikvideor och turnerade i Europa tillsammans med The Mahones.
2017 var SIR REG på Sverigeturné tillsammans med KSMB, Sixten Redlös och Matriarkatet. 
2018 släppte bandet ett nytt album, The Underdogs på Dezpots records. Skivan fick bra recensioner hos bland annat Punk Lounge. 
https://thepunklounge.com/sirreg
På Paddy rock radio tog The Underdogs plats 3 på listan Best Album of the Year. 
http://www.paddyrock.com/home/bestalbums2018/

## Musikstil
Man kan beskriva deras musik som celtic punk/rock med starka melodier och meningsfulla texter. Många av låtarna handlar om Irland och deras politiker och den irländska boomen, kallad The Celtic Tiger. Bandet jämförs ofta musikmässigt med punkrävarna Flogging Molly och Dropkick Murphys.

## Bandmedlemmar
- Brendan Sheehy – sång, akustisk gitarr
- Karin Ullvin – fiol
- Chris Inoue – elgitarr
- Johan Sand - elgitarr
- Anders Sevebo - Elbas
- Simon Kullberg – trummor
- Filip Burgman – mandolin

## Diskografi Album
- 2010 - SIR REG
- 2011 - A Sign Of The Times
- 2013 - 21st Century Loser
- 2016 - Modern Day Disgrace
- 2018 - ”The Underdogs”
- 2022 - Kings Of Sweet Feck All

## Diskografi Singlar
- 2011 - Far Away
- 2011 - Dublin City
- 2011 - A Sign Of The Times
- 2012 - How The Hell Can You Sleep?
- 2013 - 'Til the Dead Come Alive
- 2013 - Emigrate

## Omdömen
- Rockingthecraic omdöme på SIR REG - SIR REG (2011)
- Celticfolkpunk blog omdöme på SIR REG - A Sign Of The Times (2011)
- Crows n' Bones omdöme på SIR REG - A Sign Of The Times (2012)
- Rockbladet omdöme på SIR REG - 21st Century Loser (2013)
- Shite'n'Onions omdöme på SIR REG - 21st Century Loser (2013)
- Metal Mouth omdöme på SIR REG - 21st Century Loser (2013)
- Rockbladet review SIR REG - Modern Day Disgrace (2016)
- Shite'n'Onions review SIR REG - Modern Day Disgrace (2016)